# Margarethe (Fundgrube)

Früheres Huthaus "Margarethe" (um 1910)

Margarethe ist eine stillgelegte Fundgrube im Bergrevier Johanngeorgenstadt im sächsischen Erzgebirge.

## Geschichte
Im oberen Tal des Steinbaches, bei der Sauschwemme und am Auersberg wurden seit dem 16. Jahrhundert mehrere Fundgruben zum Abbau des sich in dieser Gegend erstreckenden Eisensteinzuges betrieben. Zu diesen gehörte auch die Fundgrube Margarethe, die die südlichste war. Noch heute existiert das frühere Huthaus nebst Resten der dazugehörigen Halde an der Eibenstocker Straße in Steinbach bei Johanngeorgenstadt, das heute Wohnzwecken dient, nachdem es zuletzt als Pochwerk und Wäsche für die Fundgrube Wilder Mann genutzt worden ist. Reste des Wildemann-Wäschgrabens, der vom Steinbach abgezweigt wurde, sind heute noch gut im Gelände zu erkennen.